# Бесерра, Франсиско

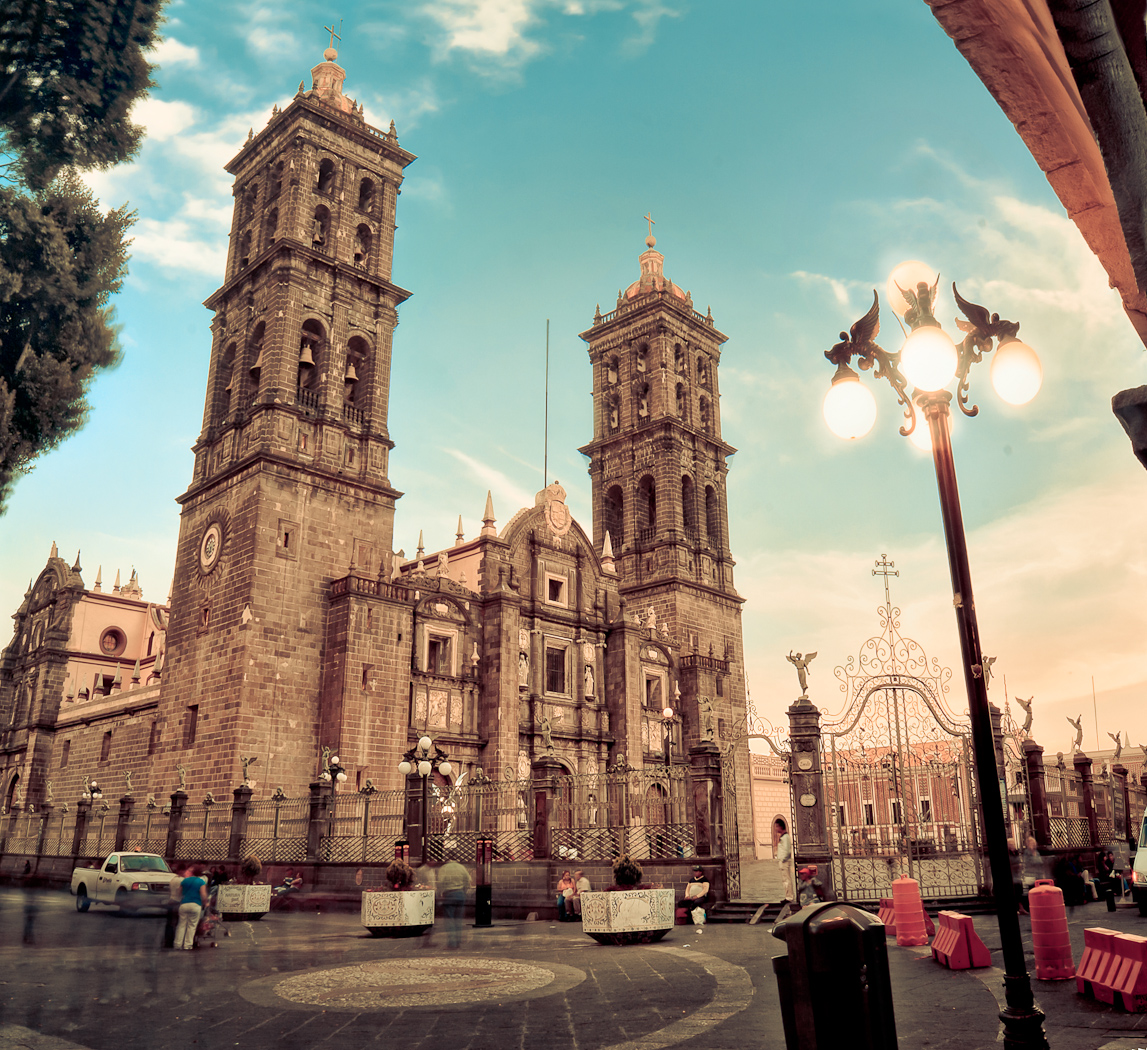
Кафедральный собор в Пуэбла-де-Сарагоса Мексика

Франсиско Бесерра (исп.  Francisco Becerra ; 1545, Трухильо (Испания) — 1605, Лима, Перу) — испанский архитектор, активно работавший в Латинской Америке в XVI веке. Представитель стиля позднего испанского Возрождения — «эрререско».

## Биография
Родился в семье архитектора Алонсо Бесерра. Первые уроки мастерства получил у отца. Перед отъездом в Америку, осуществил несколько проектов на родине, таких как церковь в Эргихуэла и других работ в своем родном городе Трухильо.
С 1573 года работал в Мексике (Храм монастыря Санто-Доминго-де-Гусман, затем базилика Непорочного зачатия Девы Марии Архиепархия Пуэбла-де-лос-Анхелес в Пуэбла-де-Сарагоса), с 1580 года — в Эквадоре (Кито), с 1582 года — в Перу.
С 1575 года — главный архитектор собора в Пуэбло (Мексика), участник проектирования церквей Сан-Франсиско, Санто-Доминго, Сан-Агустин, Сан-Луис в Мехико, а также ряда сооружений Куэрнаваки, Тепоцотлана и других городов Мексики, автор планов монастырей Сан-Франсиско, Санто-Доминго, Сан-Агустин в Кито.
Вице-король Перу Мартин Энрикес де Альманса в 1582 году пригласил его в Лиму для строительства соборов Лимы и Куско. С 1584 г. он главный архитектор собора Лимы, автор проектов соборов городов Лима и Куско, дворца вице-короля в Лиме, форта Кальято.
Его работы ныне оцениваются как лучшие образцы архитектуры в испанской Америке.